# والتر ليبمان
والتر ليبمان (بالإنجليزية: Walter Lippmann)‏ (23 سبتمبر 1889 - 14 ديسمبر 1974)  كان كاتب أمريكي ومراسل ومعلق سياسي مشهور ويعتبر من أوائل من أدخل مصطلح الحرب الباردة. 

## روابط خارجية
- والتر ليبمان على موقع IMDb (الإنجليزية)
- والتر ليبمان على موقع الموسوعة البريطانية (الإنجليزية)
- والتر ليبمان على موقع مونزينجر (الألمانية)
- والتر ليبمان على موقع ميوزك برينز (الإنجليزية)
- والتر ليبمان على موقع إن إن دي بي (الإنجليزية)